# Мария Лиможская
Мария (фр. Marie de Limoges; 1260 — 1290 или 1291) — виконтесса Лиможа. Дочь (единственный ребёнок) Ги VI Доблестного де Лимож и его жены Маргариты Бургундской.
Унаследовала Лимож в младенческом возрасте после смерти отца (1263). Находилась под опекой матери, и только в 1277 году (незадолго до смерти) Маргарита Бургундская передала управление Лиможем дочери и зятю.
Готовилась помолвка Марии с Пьером Алансонским, сыном Людовика IX, но в 1269 году король от этого плана отказался.
В 1275 году Мария вышла замуж за 13-летнего Артура (1261—1312), наследника Бретонского герцогства. У них было трое детей:
- Жан III Добрый (1286—1341), герцог Бретани
- Ги де Пентьевр (1287—1331), граф де Пентьевр, виконт Лиможа,
- Пьер (1289—1312), сеньор д’Авен.

Мария Лиможская умерла после июня 1290 года и была похоронена в монастыре кордельерок в Эксидейле.